# District d'Erdao
Le district d'Erdao (二道区 ; pinyin : Èrdào Qū) est une subdivision administrative de la province du Jilin en Chine. Il est placé sous la juridiction de la ville sous-provinciale de Changchun. Le district s'étend une superficie de 965 km² et compte 376 000 habitants (2004). Il couvre la partie est de la ville et de la banlieue de Changchun.